# Corvus woodfordi
Corvus woodfordi là một loài chim trong họ Corvidae.